# Audiogram

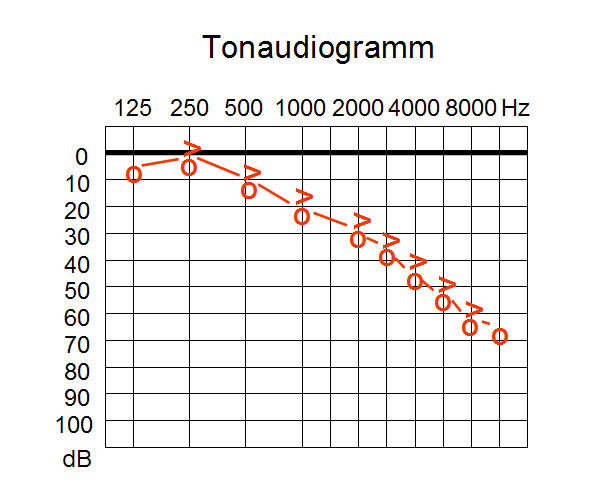
Audiogram höger öra på en person med nedsatt innerörefunktion vid höga testfrekvenser.

Ett audiogram är ett diagram som används för att redovisa resultaten av mätningar av en människas hörsel vid ett antal standardiserade testfrekvenser mätt med en audiometer. X-axeln representerar testfrekvenser mätt i Hertz (Hz) från 125 Hz till 8 000 Hz. Y-axeln visar ljudtrycksintensiteten mätt i decibel hearing level (dB HL) från -10 dB till cirka 120 dB i en logaritmisk skala. 
Man mäter för varje ljudfrekvens vid vilken ljudnivå som en testpersons öra kan uppfatta ljud i form av rena sinustoner (hörtröskel). Den undre hörgränsen definieras som den lägsta ljudtrycksnivå hos en sinusformig ljudvåg som vid en viss frekvens och givna betingelser i övrigt framkallar en hörselförnimmelse. 0 dB HL motsvarar en genomsnittlig ljudtrycksnivå vid vilket ett stort antal unga, öronfriska personer nätt och jämnt kan uppfatta ett ljud. Det innebär att individuella skillnader finns och för att avvika signifikant från genomsnittet (2 SD) innebär det, med standardiserad testmetodik enligt ISO 389, att normalområdet befinner sig mellan -10 och 20 dB HL. 
Hörtrösklar hos människor kan hittas genom att använda psykoakustiska test eller fysiologiska tester. Tonaudiometrin (som oftast åskådliggörs i audiogrammet) är ett psykoakustiskt test som innebär att olika toner presenteras vid specifika testfrekvenser och ljudintensiteter. Testpersonen medverkar aktivt genom att på ett eller annat sätt svara att tonen uppfattats. Den lägsta nivå vid vilken 50% av det presenterade stimulit uppfattats definieras som individens hörtröskel. 
Vid fysiologiska tester av hörselsystemet behöver testpersonen inte medvetet svara på givet stimuli. Detta kan t.ex. vara vid hjärnstamsaudiometri (ABR) som registrerar auditivt framkallade elektriska potentialskillnader i hörselnerv och hjärnstam, eller mätning av otoakustiska emissioner (OAE) som registrerar en aktiv biologisk aktivitet i innerörats yttre hårceller, antingen vid spontanaktivitet eller framkallat av ett externt stimuli.

## Tolkning av audiogram
De punkter som är markerade kan antingen vara röda eller blå, röda markeringar står för hörtrösklar för höger öra, de blåa markeringar står för vänstra örat. Dessa markeringar sätts när lägsta nivån har uppfattats. I audiogram har man de svaga ljuden längst upp och de starka ljuden längst ner. Alla de svagaste ljuden som en person uppfattar markeras och blir tillsammans till en hörselkurva som visar hur man uppfattar ljud i frekvensspannet från 125 Hz till 8 kHz.
Audiogrammet visar olika grader av hörselnedsättning. Tonaudiogrammet på bilden längst upp på sidan visar hörsel inom normalområdet fram till 1000 Hz och där efter faller den till en svår hörselnedsättning vid 8000 Hz.
| Grad av Hörselnedsättning            | dB HL             |
| ------------------------------------ | ----------------- |
| Hörsel inom normal området           | -10 till 20 dB HL |
| Lätt hörselnedsättning               | 25 till 40 dB HL  |
| Måttlig hörselnedsättning            | 45 till 60 dB HL  |
| Svår hörselnedsättning               | 65 till 80 dB HL  |
| Mycket svår hörselnedsättning/dövhet | 85+ dB HL         |